# 李瑋華
李瑋華（1985年11月26日—），為台灣的棒球選手之一，曾效力於中華職棒統一獅隊，守備位置為投手。2014年季末遭到釋出，後雖然再回鍋統一獅隊，但最終還是遭到釋出。

## 經歷
- 台中市力行國小少棒隊
- 台中市中山國中青少棒隊
- 台南市南英商工青棒隊
- 國立嘉義大學棒球隊
- 中華職棒代訓紅隊借將（2005年）
- 合作金庫棒球隊（2007年）
- 中華職棒統一獅隊代訓球員（2008年）
- 中華職棒統一獅隊（2009年～2014年）
- 中華職棒統一7-ELEVEn獅隊隨隊練習（2014年～2015年）
- 中華職棒統一7-ELEVEn獅隊（2015年）
- 吳鳳科技大學棒球隊教練（2015年～2020年）
- 嘉義縣民雄農工青棒隊總教練（2016年～）
- 國立嘉義大學棒球隊教練（2020年～）
- 高雄市普門中學青棒隊客座教練（2022年）

## 職棒生涯成績
| 年度   | 球隊           | 出賽 | 勝投 | 敗投 | 中繼 | 救援 | 完投 | 完封 | 四死 | 三振 | 責失 | 投球局數 | 防禦率 |
| ------ | -------------- | ---- | ---- | ---- | ---- | ---- | ---- | ---- | ---- | ---- | ---- | -------- | ------ |
| 2009年 | 統一7-ELEVEn獅 | 15   | 4    | 3    | 1    | 0    | 0    | 0    | 31   | 23   | 31   | 50.2     | 5.51   |
| 2010年 | 統一7-ELEVEn獅 | 6    | 0    | 0    | 2    | 0    | 0    | 0    | 4    | 6    | 6    | 8.2      | 6.23   |
| 2011年 | 統一7-ELEVEn獅 | 15   | 0    | 0    | 1    | 0    | 0    | 0    | 16   | 13   | 6    | 13.0     | 4.15   |
| 2012年 | 統一7-ELEVEn獅 | 55   | 1    | 0    | 2    | 0    | 0    | 0    | 21   | 26   | 22   | 49.1     | 4.01   |
| 2013年 | 統一7-ELEVEn獅 | 21   | 0    | 0    | 1    | 0    | 0    | 0    | 6    | 7    | 8    | 13.1     | 5.40   |
| 2014年 | 統一7-ELEVEn獅 | 13   | 1    | 0    | 2    | 0    | 0    | 0    | 9    | 8    | 9    | 13.0     | 6.23   |
| 合計   | 6年            | 125  | 6    | 3    | 9    | 0    | 0    | 0    | 87   | 83   | 82   | 148.0    | 4.99   |

## 特殊事蹟
- 2009年4月2日，一軍生涯初登板對戰興農牛隊，8局下對首位打者謝佳賢即投出頭部觸身球，成為中華職棒首位只投一個人次即遭到裁判勒令退場的選手。
- 2009年5月21日，對戰La New熊隊，中繼3局被擊出1支安打、無失分，投出7次三振、1次四壞球，拿下一軍生涯首次中繼成功。
- 2009年5月28日，一軍生涯初先發對戰興農牛隊，主投6局用95球，被擊出4支安打、失1分拿下一軍生涯首場勝投。
- 2014年7月18日，對戰中信兄弟隊，8局下壘上有人的狀況下接替林岳平上場投球，投一球之後因高志綱盜壘阻殺造成張正偉盜二壘失敗，後於9局上劉芙豪擊出代打全壘打超前比分，加上郭泓志9局下救援成功，取得「一球勝投」及「零打席勝投」。

## 外部連結
- 李瑋華在台灣棒球維基館上的頁面（繁體中文）
- 球員資訊和成績在中華職棒官網（中文）